# Нерман, Туре
Ту́ре Не́рман (швед. Ture Nerman), (18 мая 1886 — 7 октября 1969) — шведский коммунист, журналист, писатель и поэт.

## Биография

### Происхождение
Нерман рос в семье среднего класса в индустриальном районе Норрчёпинга. Его отец имел книжный магазин в городе, и женился на работавшей в нём продавщице, которая была значительно моложе его. Она стала матерью Туре и двух его младших братьев (Эйнар Нерман — будущий художник и Биргер Нерман — будущий археолог).
Нерман окончил Норрчёпингскую гимназию в 1903 году. В день выпуска он взял свою школьную библию, и выбросил её в реку Мутала. В автобиографии Нерман описывает это как свой первый революционный акт. Затем Нерман продолжил своё образование в Уппсальском университете.

### Начало политической деятельности
1905 год был отмечен не только революцией в России, но и развитием революционного движения в Скандинавии. Тогда Норвегия провозгласила свою независимость от Шведской короны. Это повлияло на политическую радикализацию Нермана влево. Тогда он уже начал читать Августа Стриндберга, Льва Толстого и Эллен Кей. Вскоре он открыл для себя Карла Маркса. Первым публичным политическим актом Нермана стало посещение митинга молодых социалистов в Уппсале.
В 1907 году Нерман был призван на военную службу. По собственной просьбе его направили на медицинское обучение. К этому времени он уже стоял на антивоенных позициях, и в 1908 году был арестован полицией за распространение нелегальных антивоенных листовок. Его впервые приговаривают к тюремному заключению, однако вскоре наказание заменяется штрафом в 300 крон. Отец выслал Туре деньги, однако тот потратил их на путешествие в Париж, затянувшееся на несколько недель. По возвращении в Швецию отец опять высылает ему деньги, которые в этот раз Нерман уже потратил на оплату штрафа.
В 1909 году Нерман переехал в город Сундсвалль на севере Швеции, где начал работать в качестве корреспондента социал-демократической газеты «Новое общество» (швед. Nya Samhället). В это время он издает несколько поэтических сборников — в основном, радикальные, провокационные поэмы, направленные против церкви, шведской монархии и буржуазии.
Нерман присоединяется к социал-демократической партии, и вскоре вместе с Цетом Хёглундом встает во главе её левого крыла. Они становятся в оппозицию к реформистскому руководству партии во главе с Яльмаром Брантингом.
В конце 1911 — начале 1912 года вместе с несколькими шведскими социал-демократами находился в Германии во время предвыборной кампании Карла Либкнехта. Нерман уже встречался с Либкнехтом несколько лет до этого на встрече социал-демократов в Стокгольме.

### Первая мировая война и Циммервальд
В ноябре 1912 года Нерман посетил чрезвычайный конгресс Второго интернационала в Базеле, Швейцария, который проходил параллельно с военными действиями на Балканах. На конгрессе был принят манифест, в котором говорилось о необходимости интернациональными усилиями рабочего класса вести борьбу с надвигающейся мировой войной.
Фактический развал Социалистического интернационала, произошедший вслед за мировой войной, крайне удивил Нермана — в начавшейся войне все лидеры социал-демократических партий выступили с позиций защиты отечества. Но были и исключения: Карл Либкнехт был единственным депутатом немецкого Рейхстага и социал-демократической фракции, который 2 декабря 1914 года голосовал против военных кредитов.
На Циммервальдской конференции 1915 года Нерман вместе с Цетом Хеглундом был представителем от шведских и норвежских социал-демократов. Циммервальдская конференция объединяла социал-демократов-интернационалистов, выступавших против войны. От России на конференции присутствовали Владимир Ленин, Григорий Зиновьев и Лев Троцкий, от Швейцарии — Роберт Гримм. Карл Либкнехт и Роза Люксембург не смогли принять участие в конференции, но отправили послания, в которых выражали ей свою поддержку. Люксембург в это время сидела в тюрьме за антивоенную пропаганду, а Либкнехт был мобилизован в армию. Вернувшись в Швецию, Хеглунд был приговорен к тюремному заключению за участие в антивоенном движении, несмотря на то, что Швеция не участвовала в войне.
После Циммервальда в начале 1915 года Нерман отправился в многомесячное путешествие по Соединенным Штатам. Он прибыл на пароходе в Нью-Йорк, откуда вскоре на поезде отправился в Сан-Франциско, с целью попасть на Панамо-тихоокеанскую мировую выставку, которая открывалась в те дни. Нерман много разговаривал с американскими рабочими, по большей части скандинавского происхождения, в Миннеаполисе и Чикаго. Также он некоторое время провел у родственников, живших в Астории, штат Орегон.

### Левые социал-демократы

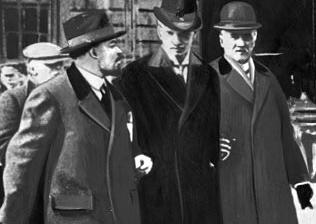
Ленин, Туре Нерман и Карл Линдхаген. Стокгольм, 1917 год.

В начале 1917 года борьба между левыми и правыми в Социал-демократической партии привела к расколу. Цет Хеглунд и Туре Нерман, называвшие себя коммунистами, были исключены из партии вместе с другими известными радикалами, такими как Екатерина Дальстрём, Фредерик Стрём и мэр Стокгольма Карл Линдхаген.
Хеглунду, который был лидером молодежной организации социал-демократов, удалось заручиться поддержкой практически всей организации при учреждении Левой социал-демократической партии Швеции (ЛСДП). Новая партия была создана в мае 1917 года и включала около 20 тысяч членов. ЛСДП организовала выпуск газеты «Politiken», в которой писала и публиковала тексты других коммунистических деятелей. Нерман до 1918 года был её редактором. Он встречался с Лениным в апреле 1917 года, когда тот возвращался через Стокгольм в Петроград.
Как международный представитель ЛСДП, Нерман поддерживал связи с множеством коммунистических лидеров: Карлом Либкнехтом, Карлом Радеком, Анжеликой Балабановой, Юрьё Сирола и Отто Куусиненом. Нерман также переписывался с американскими социалистами и коммунистами Юджином Дебсом, Джоном Ридом и Максом Истмэном.

### В Советской России
В конце лета 1918 года Нерман вместе с Анжеликой Балабановой и Антоном Нильсоном поехали в путешествие по Советской России. В Петрограде Нерман встречался с Зиновьевым, председателем Петроградского совета. Они знали друг друга со временем Циммервальдской конференции. На следующий день он посетил митинг около Зимнего дворца, на котором Зиновьев и Балабанова выступали перед красноармейцами, отправлявшимися на фронт гражданской войны.
После пребывания нескольких дней в Петрограде Нерман отправился в Москву, где встречался с Каменевым. 3 октября Нерман участвовал в митинге перед Большим театром, после которого недолго разговаривал с Троцким. На следующий день Нерман встречался с Бухариным, у которого взял большое интервью, а зетам с Александрой Коллонтай. В Швецию он вернулся в конце октября.
Нерман отправился во второе путешествие по России вместе с Отто Гримлундом в 1920 году. В следующий раз он приехал сюда только в 1927 году.

### Против сталинизма

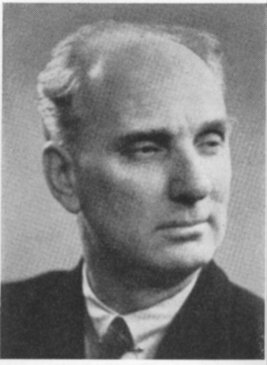
Туре Нерман (1937)

Нерман критически смотрел на усиление роли бюрократии в Советском Союзе. Когда в 1924 году Цет Хёглунд порвал с КПШ, новыми лидерами партии стали Карл Чильбум и Нильс Флюг, поддержавшие затем «Правую оппозицию».
В компартии Швеции сторонники Сталина составляли меньшинство, около 4 тысяч человек, вокруг Хьюго Сильена и Свена Линдерута. Большинство компартии, около 17 300 человек, в 1929 году было исключено, в их числе Карл Чильбум, Нильс Флюг и Туре Нерман. Сталинисты захватили штаб-квартиру партии, и её архив, сторонники Чильбума оставили за собой контроль над газетой «Politiken». Большинство продолжало называться себя Коммунистической партией Швеции до 1934 года, когда произошло её переименование в Социалистическую партию.
В 1931 году Туре Нерман был избран в Первую палату Риксдага, оставаясь до 1937 года депутатом в качестве члена компартии, независимой от Москвы. Свои речи в парламенте Нерман обычно составлял в виде поэм.
В 1937 году Нерман и его товарищ Август Спэнгберг поехали в Испанию, в которой тогда шла гражданская война. Оказавшись в Барселоне, они стали свидетелями одного из самых трагических событий времен этой войны — подавления Барселонского восстания.
В это же время в Швеции Нильс Флюг захватил власть в партии и исключил одного из её основателей — Карла Чильбума. Нерман вышел из партии, а затем, в 1939 году, вступил в Социал-демократическую партию. К концу 1930-х годов у Социалистической партии под руководством Флюга произошёл поворот в сторону сотрудничества с нацистами.

### Вторая мировая война
20 апреля 1933 года, после прихода Гитлера к власти в Германии, Нерман выступил в Риксдаге с требованием дать убежище в Швеции всем немецким евреям. Когда разразилась Вторая мировая война, Швеция объявила о своем нейтралитете. В период войны Нерман был известен как редактор антинацистского листка «Trots allt!». В листке критиковалось шведское правительство, позволявшее немецким войскам проходить по территории Швеции. В 1942 году общий тираж листка составил 66 тысяч экземпляров. Название газеты было заимствовано у статьи Карла Либкнехта «Trotz alledem!», которую он написал незадолго до своего убийства в 1919 году. Шведское правительство было недовольно изданием листка, и зимой 1939—1940 года году Нерман был приговорен к трем месяцам тюрьмы. Многие его антивоенные и антинацистские тексты того времени не были опубликованы из-за цензурных запретов.

### Последние годы

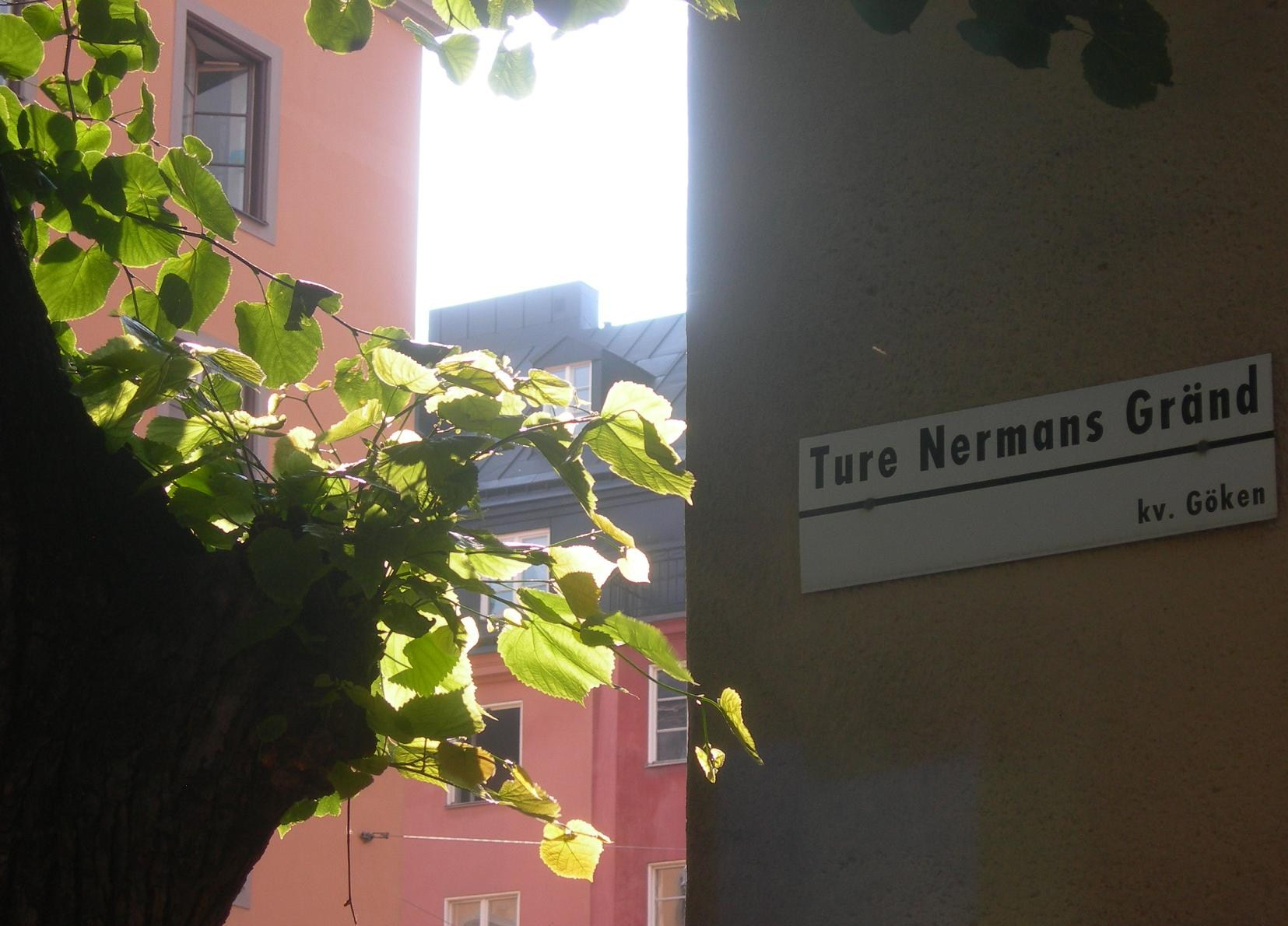
"Переулок Туре Нермана" в Стокгольме

В 1946—1953 годах Нерман вновь был депутатом парламента. Он отошёл от активной политической деятельности после того, как ему исполнилось 67 лет, и жил со своей семьёй на небольшом острове Стокгольмского архипелага. Хотя у его дома продолжал развеваться советский флаг, Нерман скорее симпатизировал Соединённым Штатам и даже начал поддерживать перспективу членства Швеции в НАТО.
Всю жизнь Нерман был вегетарианцем и трезвенником. Алкоголизм был одной из крупнейших социальных проблем в Швеции, и он считал, что алкоголь — это наркотик, делающий рабочий класс пассивным.